# Maciej Paterski
Maciej Paterski, né le 12 septembre 1986 à Krotoszyn, est un coureur cycliste polonais, membre de l'équipe Voster ATS. Il est champion de Pologne sur route en 2021 et a également remporté le Tour de Norvège 2014 et une étape du Tour de Catalogne 2015. 

## Biographie
Au cours de sa carrière amateur, Maciej Paterski se distingue lors des sprints, remportant une étape du Tour des régions italiennes en 2008, et terminant plusieurs fois sur le podium des étapes du Tour de l'Avenir la même année. En 2009, il multiplie les places d'honneur sur les courses d'un jour italiennes, terminant notamment deuxième de la Coppa San Geo derrière Davide Cimolai, et devient stagiaire dans l'équipe World Tour Liquigas. Pour sa première course professionnelle, il termine 23e du Tour de Pologne et obtient un contrat professionnel dans l'équipe. 

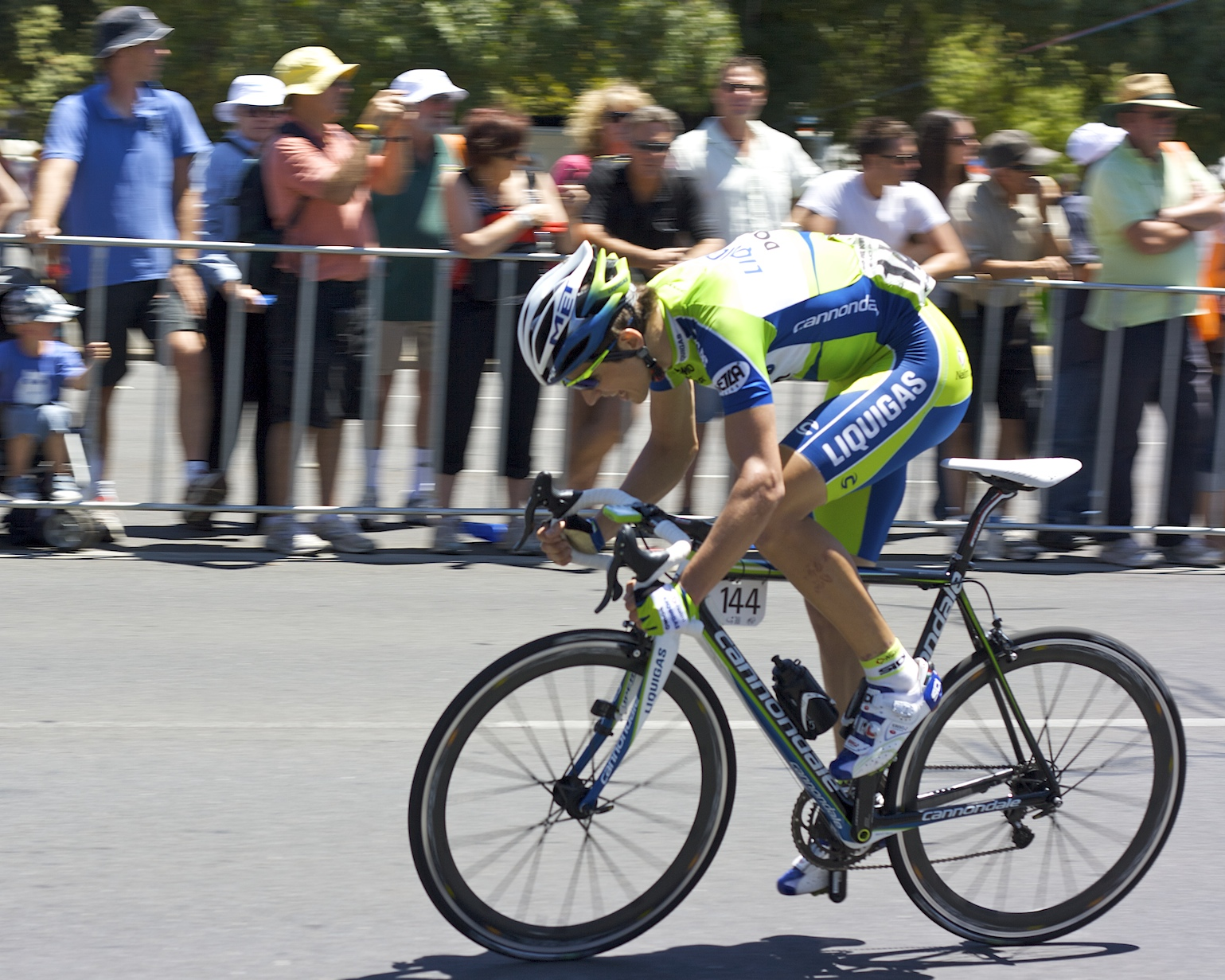
Maciej Paterski pendant le Tour Down Under 2010.

Sa première saison, marquée par une première participation au Tour d'Espagne, est sans éclat particulier jusqu'à la dernière course de la saison, le Tour de Lombardie, qu'il termine à la 18e place après le déclassement de Carlos Barredo. En 2011, il termine 4e du Tour du Frioul et 3e du Championnat de Pologne sur route. Il est alors sélectionné pour le Tour de France où il termine 7e de la 17e étape à l'issue d'une échappée. Il est 69e du classement final. En août, il termine 5e de la Coppa Bernocchi.
Après quatre saisons chez Liquigas, il rejoint en 2014, l'équipe polonaise CCC Polsat Polkowice. Il remporte cette année-là sa première victoire professionnelle en gagnant le classement général du Tour de Norvège. À la fin de l'année, il reçoit la médaille de bronze de la Croix du mérite de la République de Pologne, après avoir fait partie de la sélection polonaise pour le championnat du monde, remporté par son compatriote Michał Kwiatkowski. Paterski a pris de son côté la dix-septième place.
En 2015, il obtient une première victoire sur une course du calendrier World Tour en gagnant lors d'un sprint à trois la première étape du Tour de Catalogne, le lendemain de sa 22e place (dans le groupe du vainqueur) à Milan-San Remo. Un mois plus tard, il remporte le Tour de Croatie grâce notamment à ses victoires dans les troisième et cinquième étapes.
Lors de la saison 2016, il se classe deuxième du Bałtyk-Karkonosze Tour, où il gagne le prologue et la sixième étape. Il termine également sixième de la Bretagne Classic. L'année suivante, il s'adjuge deux courses par étapes en Pologne : le Szlakiem Walk Majora Hubala et le Tour of Malopolska. En 2018, il rejoint l'équipe continentale (troisième division) Wibatech 7R Fuji et accumule les succès sur les courses de l'UCI Europe Tour, principalement dans l'Est de l'Europe. Lors de l'année 2019, il remporte sept courses au total, dont le général et deux étapes du Szlakiem Walk Majora Hubala.
En 2020, il ne remporte aucune course, une première pour lui depuis 2013. En août, il est sélectionné pour représenter son pays aux championnats d'Europe de cyclisme sur route organisés à Plouay dans le Morbihanet se classe septième de la course en ligne. Après la dissolution de l'équipe Wibatech 7R Fuji en décembre 2020, il rejoint l'équipe polonaise Voster ATS pour la saison 2021. En plus d'avoir remporté le classement général du CCC Tour-Grody Piastowskie, il devient champion de Pologne sur route pour la première fois.

## Palmarès et classements mondiaux

### Palmarès
| - 2007 - 2e du championnat de Pologne sur route espoirs - 2e du Grand Prix Bradlo - 2008 - 5e étape du Tour des régions italiennes - Gran Premio Pietra della Lessinia - 3e du Grand Prix Fred Mengoni - 3e du championnat de Pologne du contre-la-montre espoirs - 3e du Trofeo Sportivi di Briga - 10e du championnat d'Europe sur route espoirs - 2009 - 2e de la Coppa San Geo - 2e du Grand Prix De Nardi - 2011 - 3e du championnat de Pologne sur route - 2013 - 3e du Grand Prix de l'industrie et du commerce de Prato - 2014 - Classement général du Tour de Norvège - 3ea étape du Sibiu Cycling Tour (contre-la-montre par équipes) - Mémorial Henryk Łasak - 2015 - 1re étape du Tour de Catalogne - Tour de Croatie : - Classement général - 3e et 5e étapes - 2e de la Volta Limburg Classic - 9e de l'Amstel Gold Race - 2016 - Prologue et 6e étape du Bałtyk-Karkonosze Tour - 2e du Bałtyk-Karkonosze Tour - 6e de la Bretagne Classic - 2017 - Szlakiem Walk Majora Hubala : - Classement général - 1re étape - Tour of Malopolska : - Classement général - 2e et 3e étapes - 2018 - Velká Bíteš-Brno-Velká Bíteš - Visegrad 4 Bicycle Race - GP Slovakia - Visegrad 4 Bicycle Race - GP Polski - 1re étape du Tour of Malopolska - Coupe des Carpates - Raiffeisen Grand Prix - 2e du Visegrad 4 Bicycle Race - GP Czech Republic - 2e de la Course de Solidarność et des champions olympiques - 2e de l'Okolo Jižních Čech | - 2019 - 3e étape du Circuit des Ardennes International - 2e et 3e étapes du CCC Tour-Grody Piastowskie - Szlakiem Walk Majora Hubala : - Classement général - 2e étape (b) et 3e étape - Raiffeisen Grand Prix - 2e de Velká Bíteš-Brno-Velká Bíteš - 2e du Visegrad 4 Bicycle Race - GP Polski - 2e du Mémorial Andrzej Trochanowski - 2e du CCC Tour-Grody Piastowskie - 2020 - 2e du Bałtyk-Karkonosze Tour - 7e du championnat d'Europe sur route - 2021 - Champion de Pologne sur route - CCC Tour-Grody Piastowskie : - Classement général - 2e étape - 2022 - Grand Prix Adria Mobil - 3e étape du Tour de Szeklerland - In the footsteps of the Romans : - Classement général - 1re étape - 3e du Tour de Szeklerland - 2023 - Visegrad 4 Bicycle Race-GP Slovakia - 2e du Visegrad 4 Bicycle Race - GP Hungary - 2e du Visegrad 4 Bicycle Race-GP Czech Republic - 3e du Visegrad 4 Bicycle Race-GP Poland |

### Résultats sur les grands tours

#### Tour de France
1 participation
- 2011 : 69e

#### Tour d'Espagne
3 participations
- 2010 : 77e
- 2012 : 89e
- 2013 : 54e

#### Tour d'Italie
2 participations
- 2015 : 79e
- 2017 : 137e

### Classements mondiaux
| Année           | 2007 | 2008 | 2009 | 2010 | 2011 | 2012 | 2013 | 2014 |
| --------------- | ---- | ---- | ---- | ---- | ---- | ---- | ---- | ---- |
| UCI World Tour  |      |      |      |      |      | 232e | 192e |      |
| UCI Europe Tour | 291e | 371e |      |      |      |      |      | 33e  |